# مشاری الثمالی
مشاری الثمالی (عربی: مشاري الثمالي؛ زادهٔ ۱۰ فوریهٔ ۱۹۹۲) یک ورزشکار اهل عربستان سعودی است.
از باشگاه‌هایی که در آن بازی کرده‌است می‌توان به باشگاه فوتبال الشباب عربستان سعودی و باشگاه فوتبال الفیصلی عربستان سعودی اشاره کرد.